# Comuna Dmîtrivka, Zolotonoșa
Dmîtrivka (în ucraineană Дмитрівка) este o comună în raionul Zolotonoșa, regiunea Cerkasî, Ucraina, formată din satele Dmîtrivka (reședința) și Matviivka.

## Demografie
Componența lingvistică a comunei Dmîtrivka
     Ucraineană (97,42%)
     Rusă (2,44%)
     Alte limbi (0,07%)
Conform recensământului din 2001, majoritatea populației comunei Dmîtrivka era vorbitoare de ucraineană (97,42%), existând în minoritate și vorbitori de rusă (2,44%).